# Luffa operculata
Espèce
Classification phylogénétique
Luffa operculata est une espèce de plante à fleurs de la famille des Cucurbitaceae. Cette plante grimpante, aux vertus médicinales, produit des fruits épineux, de couleur verte, non comestibles de 9 à 13 cm de long. Ces fruits, verts ou séchés, sont très décoratifs. 
Au marché des plantes médicinales de Ver-o-Peso de Belém, au Brésil, cette plante est vendue mélangée avec l'Euphorbiaceae Jatropha curcas et utilisée lors de rituels afro-brésiliens.